# Себастьян Беа
Себастьян Беа (англ. Sebastian Bea, 10 квітня 1977) — американський академічний веслувальник.
Срібний призер Олімпійських Ігор 2000 року в складі розпашної двійки без стернового.
Чемпіон світу 1997 року в складі вісімки.